# زیارتگاه حضرت امام صاحب
زیارتگاه حضرت امام صاحب در شهر حضرت امام صاحب در افغانستان واقع شده‌است.
گرچه اغلب شیعیان معتقدند که راس الحسین همراه با جسد او در کربلا دفن شد اما در میان برخی دیگر اماکن مختلفی از جمله زیارتگاهی در این شهر مورد توجه‌است. هر سال در دهم ماه حمل (فروردین) علم زیارتگاه بر افراشته شده و به مدت چهل روز مردم در مراسم آن شرکت می‌کنند.